# Бойко Борис Михайлович
Борис Михайлович Бойко (18 вересня 1950 року, село Бишів, Макарівського району Київської області — 23 квітня 2003, Київ) — художник-графік, член Національної спілки художників України з 1995 року. Працював у галузях графіки, графічного дизайну, батика, акварелі.

## Життєпис
У 1980 році закінчив Київський художній інститут (майстерня Т. Лящука).
З 1970 по 1974 працював художником у редакціях видавництв «Техніка» і «Будівельник». З 1975 року працює над створенням політичних плакатів у Політвидавництві України а також у творчій майстерні Київського комбінату Монументально — декоративного мистецтва Художнього фонду УРСР «Агітплакат» і у видавництві ЦК КПРС «Плакат». У 1980—1986 роках — працює художником-постановником телевізійних програм Телевізійного комітету УРСР з питань телебачення і радіомовлення; З 1987 року — старший викладач Київського університету технологій та дизайну. З 1975 року брав участь у виставках плаката, республіканських, всесоюзних і закордонних: 1983 — на Кубі;, 1984 — Монголії; 1986 — Німеччина, Словаччина; 1990 — Чехія; 1992 — Фінляндія: 1994 — Японія; 1995 — Болгарія.